# Exoprosopa niveiventris
Exoprosopa niveiventris är en tvåvingeart som beskrevs av Enrico Adelelmo Brunetti 1909. Exoprosopa niveiventris ingår i släktet Exoprosopa och familjen svävflugor. Inga underarter finns listade i Catalogue of Life.